# Montagnes de Dong Phaya Yen
Les montagnes de Dong Phaya Yen (en thaï : ดงพญาเย็น, littéralement « Jungle du maître de la glace ») sont une chaîne de montagnes des provinces de Chaiyaphum, Lopburi, Saraburi et Nakhon Ratchasima au centre de la Thaïlande. C'est une extension du sud-ouest des monts Phetchabun, qui sépare le bassin de la Chao Phraya et le plateau de Khorat. Longue de 170 km, la chaîne est continuée au sud par les monts de Sankamphaeng.
Au nord, les montagnes sont drainées par plusieurs affluents du Mun. Leur altitude varie entre 100 et 900 m de hauteur, le pic le plus élevé étant le Khao Phang Yai.
Dong Phaya Yen était autrefois appelé Dong Phaya Fai, ou « Jungle du maître du feu » parce cette région tuait de paludisme la plupart des personnes qui s'y rendaient. La plus grande partie de la forêt a été détruite depuis le début du XXe siècle. Le vice-roi Pinklao changea le nom pour refléter que la forêt avait été « matée ».

## Protection environnementale
La vaste zone naturelle montagneuse qui borde au sud-ouest le plateau de Korat, appelée complexe forestier de Dong Phayayen-Khao Yai (6 152 km2), longue de 230 km d'est en ouest et large en moyenne de 25 km, est reconnue au Patrimoine mondial de l'humanité par l'UNESCO depuis 2005 en raison de sa biodiversité,,.
Les zones protégées des montagnes de Dong Phaya Yen sont le nord-ouest du parc national de Khao Yai, le parc national de Pa Hin Ngam, le parc national Sai Thong, le parc national Tat Ton, le parc national Nam Phong, le parc national Phu Lan Ka, les sanctuaires de faune de Phu Khiao (Phu Khieo) et Sap Langka et la réserve de Khao Somphot (Khao Somphot Non-hunting Area).